# Stowarzyszenie Na Rzecz Zabytków Fortyfikacji "Pro Fortalicium"
Stowarzyszenie Na Rzecz Zabytków Fortyfikacji "Pro Fortalicium" – organizacja pozarządowa zrzeszająca osoby zainteresowane historią fortyfikacji i zabytkową architekturą obronną. Od 2001 roku Stowarzyszenie, z siedzibą w Bytomiu (dawniej w Piekarach Śląskich), szczególnie aktywne w województwie śląskim, ale działające także na terenie woj. mazowieckiego i małopolskiego. Główną działalnością "Pro Fortalicium" jest ratowanie zabytkowych obiektów fortecznych, wydawanie publikacji, organizacja imprez masowych, lekcji historii. Stowarzyszenie posiada swoją centralę w budynku ProFort Centrum w Bytomiu-Miechowicach, ul. Stolarzowicka 19. Pierwszym prezesem stowarzyszenia (w latach 2001-2006) był Waldemar Machoń z Piekar Śląskich (jednocześnie jeden z założycieli). Od 2006 r. do dziś (2021) prezesem jest Dariusz Pietrucha (Bytom, Piekary Śląskie).

## Fortyfikacje
W województwie śląskim przedmiotem starań o ochronę są zarówno polskie jak i niemieckie pozycje obronne, jak i inne zabytki. W remontowanych schronach bojowych tworzone są izby muzealne. Znajdują się one m.in. w Dobieszowicach, Będzinie, Wyrach-Gostyni, Świętochłowicach, Rybniku, Chorzowie, Piekarach Śląskich (obiekty polskie) oraz Zbrosławicach (niemiecki). W gminie Bobrowniki powstała pierwsza ścieżka dydaktyczna poświęcona części polskiej linii obrony. W jej skład wchodzi najstarsza placówka muzealna Stowarzyszenia w Dobieszowicach. Została ona uznana za w internetowym głosowaniu portalu nasze miasto.pl jedną z dziesięciu największych atrakcji turystycznych województwa śląskiego otrzymując tytuł "Perły w koronie 2009". Poza województwem śląskim istnieje koło terenowe "Przedmoście Warszawa" prowadzące m.in. izbę muzealną w niemieckim obiekcie w Dąbrowieckiej Górze oraz działania na rzecz ochrony pozostałości obiektów wykorzystywanych podczas wojny polsko-bolszewickiej z roku 1920.

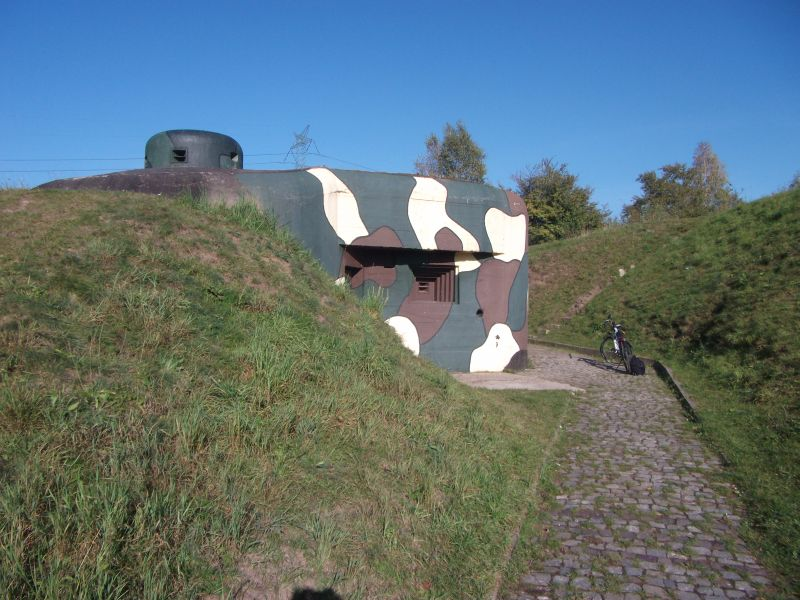
Schron bojowy nr 52 w Dobieszowicach. Obecnie izba muzealna prowadzona przez Stowarzyszenie "Pro Fortalicum"

## Publikacje i współpraca
Corocznie ukazuje się "Śląski Rocznik Forteczny". Wydano także następujące pozycje:
- "Fortyfikacje Obszaru Warownego Śląsk. Historia, Przewodnik"
- "Fortyfikacje niemieckie z 1939 roku na Górnym Śląsku. Przewodnik. Technika. Historia. Budowa."
- "Przedmoście Warszawa w pasie działań 15 Dywizji Piechoty. Sierpień 1920. Przewodnik po odcinku WIĄZOWNIA "
- "Mapa fortyfikacji i miejsc pamięci na terenie powiatu będzińskiego"
- "Atlas Fortyfikacji Województwa Śląskiego"[10]

Większość wydawnictw powstała dzięki wsparciu finansowemu Urzędu Marszałkowskiego Województwa Śląskiego, które pomaga także w innych przedsięwzięciach Stowarzyszenia. Kolejnymi ważnymi partnerami są Muzeum Śląskie i Górnośląskie, Muzeum Zagłębia, Biuro Edukacji Publicznej IPN w Katowicach, 34 DROP z Bytomia, a także liczne jednostki samorządu terytorialnego na terenie woj. śląskiego, mazowieckiego i małopolskiego.

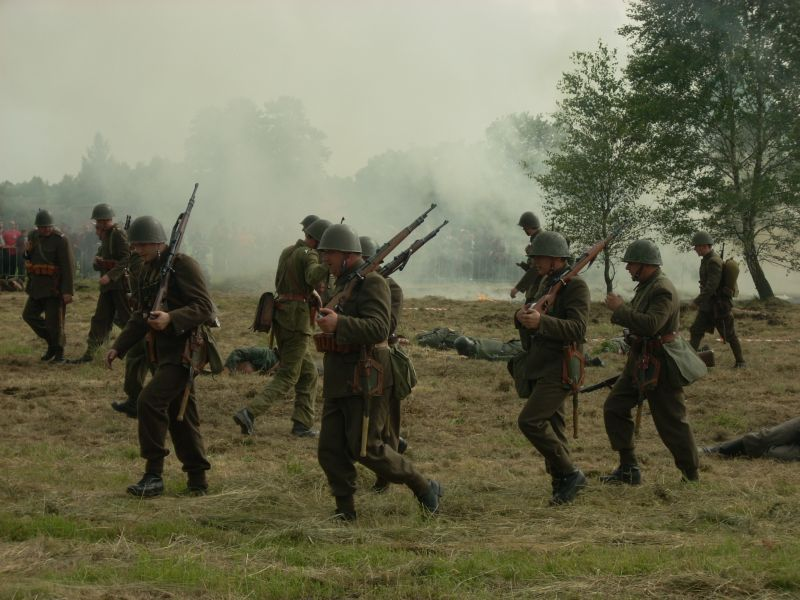
VI Edycja Inscenizacji Historycznej upamiętniającej bitwę pod Wyrami

## Imprezy masowe i grupy rekonstrukcyjne
Największym przedsięwzięciem, w jakim bierze udział "Pro Fortalicium", jest organizowana każdego roku "Bitwa Wyrska", czyli inscenizacja upamiętniająca starcie wojsk polskich z niemieckimi w rejonie wsi Gostyń i Wyry. Od kilku lat stowarzyszenie organizuje również duże widowisko historyczne "Walki o Miechowice 1945". W obrębie izb muzealnych Stowarzyszenie urządza własne "pikniki forteczne" (np. w Miechowicach, Zbrosławicach, Dobieszowicach, Świętochłowicach, Dąbrowieckiej Górze) lub współorganizuje dni otwarte w ramach Europejskich Dni Dziedzictwa (Rybnik, Ruda Śląska) oraz różne inne imprezy popularyzujące historię lub o charakterze prospołecznym.